# Impremta Minerva
La Impremta Minerva és un edifici de Mataró (Maresme) protegit com a Bé Cultural d'Interès Local.

## Descripció
Es tracta d'una casa de doble cós de planta baixa i pis. Destaquen els brancals i llindes de pedra en les obertures de planta baixa i pis. A la planta baixa se situen dos arcs escarsers i un ull de bou sobre la porta d'entrada. A la planta primera hi ha dos balcons amb poms de llautó, situats simètricament a la xafardera que es conserva al centre de la façana. Les reformes realitzades han revaloritzat els esgrafiats noucentistes que incorporen figures i garlandes, obra de Francesc Canyelles i Balagueró. Una bella cornisa, també esgrafiada, corona l'edifici.
Aquest immoble feia les funcions de celler de la casa Viladesau de la Riera (segle xviii). Fou reformat al segle XX per convertir-lo en botiga.